# Cardinal Records
Cardinal Records fue una compañía discográfica de Bélgica, fundada en 1964 por Rocco Granata y Craeynest. Más tarde, Granata se convirtió en el único dueño.
Entre los artistas que trabajaron con la discográfica se encuentran George Baker Selection, Louis Neefs y Sarah Bettens.